# Kanton Verdun-Centre
Verdun-Centre is een voormalig kanton van het Franse departement Meuse en maakte deel uit van het arrondissement Verdun.
Het kanton is in maart 2015 opgeheven. De gemeente Verdun werd opnieuw ingedeeld. Van een deel van Verdun en de gemeente Belleray en Dugny-sur-Meuse en de gemeenten Belrupt-en-Verdunois en Haudainville van het eveneens opgeheven kanton Verdun-Est werd een nieuw kanton Verdun-2 gevormd.

## Gemeenten
Het kanton Verdun-Centre omvatte de volgende gemeenten:
- Belleray
- Dugny-sur-Meuse
- Verdun (deels, hoofdplaats)